# SN 2005jg
SN 2005jg – supernowa typu Ia odkryta 25 października 2005 roku w galaktyce A230102-0012. W momencie odkrycia miała maksymalną jasność 22,50m.